# Холод Михайло Мефодійович
Миха́йло Мефо́дійович Хо́лод (1923 — 6 серпня 1944) — радянський військовик, учасник німецько-радянської війни, автоматник 101-ї танкової бригады 19-го танкового корпусу 1-го Прибалтійського фронту, червоноармієць. Герой Радянського Союзу (24.03.1945).

## Біографія
Народився у 1923 році в селі Малий Бурлук, нині Великобурлуцького району Харківської області в селянській родині. Українець. Закінчив неповну середню школу. З 1938 року жив і працював у місті Часів Яр Сталінської області.
До лав РСЧА призваний 9 вересня 1942 року Дзержинським РВК міста Сталінграда. Учасник німецько-радянської війни з вересня 1943 року. Воював на 3-у Українському та 1-у Прибалтійському фронтах. Двічі був поранений: у жовтні 1943 року під Мелітополем та у січні 1944 року. Брав участь у визволенні Криму.
Особливо автоматник моторизованого батальйону автоматників 101-ї танкової Сиваської бригади відзначився під час боїв на території Литви. 6 серпня 1944 року під час бою поблизу села Медіняй Биржайського району батальйон автоматників, що підтримував наступ танків, був змушений зупинитись через нищівний кулеметний вогонь ворога. Рядовий М. М. Холод підповз до ворожої вогневої точки й кинув у неї гранату, але кулемет продовжував стріляти. Тоді М. М. Холод закрив амбразуру ворожого ДЗОТу власним тілом.
Похований у місті Пренай.

## Нагороди
Указом Президії Верховної Ради СРСР від 28 квітня 1945 року за зразкове виконання завдань командування на фронті боротьби з німецько-фашистськими загарбниками та виявлені при цьому мужність і героїзм, червоноармійцеві Холоду Михайлу Мефодійовичу присвоєне звання Героя Радянського Союзу (посмертно).
Нагороджений орденом Леніна.

## Пам'ять
Ім'я М. М. Холода присвоєне загальноосвітній школі села Малий Бурлук Великобурлуцького району Харківської області.
У місті Часів Яр Донецької області його ім'ям названо вулицю. Рішенням Часовоярської міської ради від 13 липня 2000 року № XXIII/12-158 Холоду М. М. присвоєне звання «Почесний громадянин міста Часів Яр» (посмертно).